# 1000 maneras de morir
1000 Ways to Die —en España e Hispanoamérica 1000 maneras de morir— es una serie de televisión de comedia negra creado por Thom Beers y estrenado el 14 de mayo de 2008, en el canal de televisión estadounidense Spike TV (actualmente Paramount Network), el 25 de agosto de 2010 en el canal de televisión Nitro en España, y en 2011 por el canal de televisión Infinito en Latinoamérica. La serie fue cancelada en 2012 debido a una huelga de actores y productores del programa contra el canal.

## Argumento
El programa recrea muertes inusuales basadas en hechos reales y/o leyendas urbanas con humor negro (por la narración) que incluye entrevistas con expertos que explican las muertes de las personas en cada episodio. Cada historia tiene una fecha y un lugar donde ocurrió la muerte, además se le asigna un «número de muerte». También tiene un nombre o descripción corta, que suele ser un juego de palabras resumiendo la muerte. Solo en la primera temporada, la historia final de cada episodio mostraba imágenes reales de situaciones peligrosas de personas que sobrevivieron a la muerte, con una entrevista a los protagonistas.

### Expertos e invitados
Los «expertos» e invitados especiales son, entre otros, médicos, bioquímicos, psiquiatras, psicólogos, psicoterapeutas, toxicólogos, traumatólogos, neurólogos, cirujanos, cardiólogos, investigadores privados, entrenadores, maestros de kung fu, bailarinas, estríperes, adictos, voyeristas, etc. La razón de que no sólo participan profesionales es debido a que (los invitados especiales) manejan o explican datos más claramente o dan su propia experiencia.
Algunos de los profesionales que participaron fueron:
- Leslie Kobayashi, cirujana[3]
- Jefferson Hernández
- Jeff Mulvin, entrenador personal
- Steven Kim, bioquímico[3]
- George Turner, investigador privado
- Steve Burstein, cardiólogo
- Méd. Ramón Cestero, cirujano de trauma[3]
- Franklin Ruehl, experto en muertes
- Méd. Thomas Carmichael, neurólogo
- Lic. Stacy Kaiser, psicoterapeuta
- Méd. Dale Prokupek, gastroenterólogo
- Méd. Dj Green, traumatólogo[3]
- Alex Katenarer, traumatóloga
- Méd. Khyber Zaffarkhan, medicina física y rehabilitación
- Danielle Tagoda, psicoterapeuta
- Méd. Pavel Bindra, medicina física y rehabilitación.[3]
- Kim Henderson, toxicóloga
- Robert Fovell, profesor de ciencia atmosférica
- Sifu Todd Tei, maestro de Kung-fu
- Jules Sylvester, Experto en animales salvajes y vida silvestre
- Kim Hopkins, electricista
- David Svoboda, paramédico
- Jason Romero, paramédico
- Fifi Larue, «El Payaso Gótico Asesino»
- Manuel Schuster, granjero
- Boyd Flinders, cirujano
- Jenny Finn, porrista
- Johnny Loquasto, fanático del fútbol

## Apertura
El programa tuvo cambios ligeros en su intro. La siguiente apertura fue parte desde la segunda temporada en adelante.
| Original | Traducción Hispanoamérica |
| --- | --- |
| WARNING: The stories portrayed in this show are based on real deaths and are extremely graphic. Names have been changed to protect the identities of the deceased. Do not attempt to try ANY of the actions depicted… YOU WILL DIE! Death is everywhere. Most of us try to avoid it, others can't get out of its way. Every day we fight a new WAR against GERMS, TOXINS, INJURY, ILLNESS, and CATASTROPHE. There's a lot of ways to wind up dead. The fact that we survive at all is a miracle. Because, every day we live. We face 1000 WAYS TO DIE. | ADVERTENCIA: Las historias que se muestran en este programa se basan en muertes reales y son extremadamente gráficas. Se cambiaron los nombres para proteger la identidad de los fallecidos. No intente NADA de lo que aquí se muestra… o ¡MORIRÁN! La muerte está en todas partes. La mayoría intentamos evitarla, otros no pueden evadirla. Cada día libramos una BATALLA contra los GÉRMENES, las TOXINAS, las LESIONES, las ENFERMEDADES y las CATÁSTROFES. Hay muchas maneras de morir. El hecho de que sobrevivamos a todas es un milagro. Porque cada día que vivimos. Enfrentamos 1000 MANERAS DE MORIR. |

Nota: Esta apertura parte de la temporada 2 y siguientes.

### Primera apertura
| Texto en inglés | Traducción de Hispanoamérica | Traducción española |
| --- | --- | --- |
| "The stories you are about to see are true and based on actual events. Names have been changed to protect the identities of the deceased." "WARNING: The deaths portrayed in this show are real and extremely graphic." "The human body is remarkably resilient…" "Every day we fight a new WAR against GERMS, TOXINS, INJURY, ILLNESS, CATASTROPHE and Calamity." "The fact that we survive at all is a miracle…" "Because, every day we live…" "We face 1000 WAYS TO DIE." | "Las historias que verán son verdaderas y basadas en hechos reales. Se cambiaron los nombres para proteger las identidades de los fallecidos." "LES ADVERTIMOS: Las muertes que se describen en este programa son reales y son muy gráficas." "El cuerpo humano es muy resistente…" "Todos los días libramos una nueva guerra contra los gérmenes, las toxinas, las lesiones, las enfermedades, las catástrofes y las calamidades" "Sobrevivir a todo eso es un milagro…" "Ya que cada día que vivimos…" "Afrontamos 1000 MANERAS DE MORIR." | "Las historias que van a ver son ciertas y basadas en hechos reales. Se han cambiado los nombres para proteger las identidades de los fallecidos." "ADVERTENCIA: Las muertes que aparecen en este programa son auténticas y tremendamente realistas." "El cuerpo humano es increíblemente resistente..." "Todos los días se bate en GUERRA contra GÉRMENES, TOXINAS, HERIDAS, CATÁSTROFES y CALAMIDADES." "El hecho de que sobrevivamos es un milagro" "porque todos los días que vivimos..." "Nos enfrentamos a 1000 MANERAS DE MORIR" |

### Segunda apertura
Desde el episodio 3, cambiaron la estética visual, desapareciendo las tiras cómicas y las trivialidades entre segmentos, pusieron fecha y dirección de muerte además de cambiar el mensaje que es lo siguiente:
| Texto en inglés | Traducción de Hispanoamérica | Traducción de España |
| --- | --- | --- |
| WARNING: The deaths portrayed in this show are real and extremely graphic. Names have been changed to protect the identities of the deceased. Do not attempt to try ANY of the actions depicted… YOU WILL DIE! Deathis everywhere. Most of us try to avoid it, others can't get out of its way. Every day we fight a new WAR against GERMS, TOXINS, INJURY, ILLNESS, and CATASTROPHE. There's a lot of ways to wind up dead. The fact that we survive at all is a miracle. Because, every day we live. We face 1000 WAYS TO DIE. | LES ADVERTIMOS: Las muertes que verán en este programa son reales y extremadamente gráficas. Se cambiaron los nombres para proteger las identidades de los fallecidos. No intente hacer nada de lo que mostraremos… ¡MORIRÁN!. La muerte está en todas partes. Casi todos intentamos evitarla, otros no pueden salir de su camino. Todos los días libramos una nueva guerra contra los GÉRMENES, las TÓXINAS, las LESIONES, las ENFERMEDADES y las CATÁSTROFES. Hay muchas maneras de terminar muerto. El hecho de que sobrevivamos a todo eso un milagro. Ya que cada día que vivimos. Afrontamos 1000 MANERAS DE MORIR. | ADVERTENCIA: Las muertes que aparecen en este programa son auténticas y tremendamente realistas. Se han cambiado los nombres para proteger la identidad de los fallecidos. No intenten probar ninguna de las acciones descritas... ¡MORIRÁN!. La muerte está en todas partes... La mayoría de nosotros intentamos evitarla, otros no pueden apartarse de su camino. Cada día luchamos contra GÉRMENES, TOXINAS, HERIDAS, ENFERMEDADES y CATÁSTROFES. Hay muchas formas de acabar muerto. El hecho de que sigamos vivos es un milagro, porque cada día que vivimos nos enfrentamos a 1000 MANERAS DE MORIR. |

## Estilo
1000 maneras de morir tiene un enfoque irónico de la muerte a través de la presentación de historias procedentes de mitos o historias reales, la ciencia e incidentes de la vida real de hechos reales de quienes murieron de esas maneras tan raras. Representa las muertes utilizando recreaciones de los eventos junto con comentarios de expertos y a veces el testimonio de testigos, también utiliza animaciones generadas por computadora, como las utilizadas en el programa de televisión CSI o los videojuegos de Mortal Kombat creados por NetherRealm Studios, para ilustrar la forma en que la gente ha muerto, casi siempre al mismo tiempo que un experto explica cómo sucede. Una narración proporciona información básica de cada muerte-historia que se desarrolla en su tiempo.
Aunque el ranking no está completo, ya apareció la manera de morir #1 "Polvazo" (castellano), "Éxtasis mortal" (latino) e "Ichiboned" en inglés en el noveno episodio de la primera temporada, que los mismos productores y hasta el narrador consideran como la más trágica y que de todas las muertes en el programa, esta se merecía este escalón que ellos mismos llamaron "el más alto". También tenemos en la cuarta temporada, en el capítulo 65, la manera de morir #1000, la cual es muy especial ya que explican el objetivo principal de la serie. Su nombre es "Finales prematuros" en castellano, "Premature Endings" en inglés y "1000 maneras de morir: finales prematuros" en latino.
En España, Alemania y Polonia, además de su respectivo doblaje, se han traducido los textos y títulos del programa a cada uno de los idiomas, de tal forma que en vez de mostrarse en la intro 1000 WAYS TO DIE se muestra 1000 MANERAS DE MORIR, 1000 WEGE INS GRASS ZU BEISSEN o SMIERĆ NA 1000 SPOSOBOW.
Normalmente, las víctimas de cada segmento suelen o bien tener una conducta socialmente inaceptable, (ejemplos: Un hombre que hace trampas en un concurso se le salen los intestinos a levantar una piedra gigante, otro ejemplo es el de un entrenador abusivo que recibe una patada en los genitales por uno de sus jugadores), o un nivel de inteligencia bajo, cuyas acciones resultan en su propia muerte (ejemplos: Dos borrachos en diferentes lugares, uno de ellos intentando hacer salto bungee pero muere tras lanzarse al piso, y el otro surfeando sobre un colchón y muere tras perder el equilibrio y caer sobre el suelo, o el de dos hombres que mueren al usar una aspiradora industrial para robar gasolina). Sin embargo, ha habido algunos segmentos donde las víctimas son inocentes (ejemplos: Un albañil que muere enterrado bajo arena por la negligencia de su compañero de trabajo, o el de un padre que muere de forma natural en un hospital).

### Introducción
Al inicio de cada episodio, se muestra una breve y morbosa descripción de las muertes que aparecerán en dicho episodio. Posteriormente, aparece la pantalla de advertencia al espectador y comienza la introducción del programa, en donde el narrador explica el motivo real de la serie mientras se muestra una ciudad con fondo amarillo, figuras humanas muriendo de diversas maneras, varias imágenes de muertes aleatorias, para finalmente mostrar el logo del programa aplastando a otra figura humana.

### Segmentos
Cada episodio contiene alrededor de 7 segmentos (en algunos episodios los segmentos eran de 6 o 5 muertes debido a que algunas duraban más del doble que las otras), los cuales empiezan con una foto (suele ser la víctima) mientras aparecen la fecha y la localización (sólo en la primera temporada se mostraba el lugar exacto) de la muerte como si se estuvieran escribiendo en pantalla. Cada segmento suele durar 3 minutos, en los que se muestra a la persona haciendo algo que lo lleva a la muerte mientras un experto explica las circunstancias detrás de dicha muerte, para finalizar con un repaso de la muerte con humor negro y otra foto (suele ser un plano de la víctima muerta o antes de morir), donde se muestran el número de muerte y el nombre de la muerte. Cada 2 o 3 segmentos, el programa pasa a publicidad, no sin antes mostrar una descripción de las siguientes muertes y una cortinilla de transición (dicha cortinilla no aparece en la versión española). Solo en los episodios pilotos se mostraron trivias entre segmentos, por ejemplo una trivia sobre Mike el pollo sin cabeza al final de la muerte #208 Semi-cidio (segmento en donde un hombre muere al ser dividido a la mitad por un camión), las cuales solo aparecieron al final de cuatro muertes. Solo en la primera temporada, al final del último segmento de muerte, se mostraba el segmento de las personas que sobrevivieron a la muerte, incluyendo entrevistas a los sobrevivientes.
Desde del tercer episodio de la primera temporada hasta el último episodio de la segunda, en las versiones de Alemania, Italia, Rusia y Francia se mostraron muertes que nunca fueron emitidas en Estados Unidos, España y Latinoamérica, ni dobladas al español, teniendo en total 20 muertes recortadas, a excepción de la muerte #97 Arder de pasión, que fue censurada en Alemania, posiblemente por ser una oscura referencia al Holocausto (un judío que muere quemado al fallar en impresionar a una bailarina).

### Créditos
Tras el último segmento, aparecen los créditos, que son letras blancas pintadas sobre un fondo negro, tras estos aparece la cortinilla de Original Productions, la de Spike y la de FremantleMedia.

## Reparto
La serie fue doblada en Reino Unido, España, México (2008, 2020-2022) y Argentina.
| Personaje         | Actor original (Estados Unidos)    | Actor de voz (Reino Unido) | Actor de voz (España) | Actor de voz (México) (Temporada 1, 2008) | Actor de voz (México) (Temp. 2-4, 2020-2022)                                        | Actor de voz (Argentina) (Temp. 1-4) |
| ----------------- | ---------------------------------- | -------------------------- | --- | --- | ----------------------------------------------------------------------------------- | --- |
| Narrador          | Ron Perlman                        | Alisdair Simpson           | Gregorio Tavío Pérez | José Lavat Ricardo Mendoza | Óscar Gómez                                                                         | Javier Gómez Gustavo Bonfigli |
| Voces adicionales | Actores, profesionales e invitados | Desconocido                | José Manuel Pinto Guillermo López Julio López Salomé Larrucea Silvia Evora Miguel Ángel Poison Roberto Cuadrado Carolina Tak Susana Cantos | Alfonso Obregón Blas García Cony Madera Diana Pérez Guillermo Coria Mariana Ortiz Óscar Bonfiglio Pedro D'Aguillón Jr. Rolando de Castro Rommy Mendoza Carlo Vázquez Cristina Hernández Rebeca Gómez Cynthia de Pando Humberto Solórzano Angélica Villa Sebastian Rosas Carlos Becerril Leonardo García Yamil Atala Luis Alfonso Mendoza Mario Castañeda Gerardo Reyero Miguel Ángel Leal Miguel Ángel Ruíz | Doris Vargas Jesús Cortés Luz Menchaca Olga Hnidey Ricardo Bautista Teresa Ibarrola | Hernán Chiozza Adrián Pérez Bavasso Alejandro Outeyral Ariel Cisternino Ana Patané Carlos Celestre Diego Brizzi Hernán Bravo Javier Grecco Leto Dugatkin Martín Gopar Paula Cueto Agostina Longo Gustavo Bonfigli Sol Nieto Natalia Pupato Silvia Aira Rolando Agüero |

## Episodios
Los episodios de cada temporada contienen entre cinco y siete "formas de morir", de entre dos y tres minutos, aproximadamente, de duración cada uno. La duración aproximada del episodio es de entre diecisiete y veintidós minutos.
En algunos de los episodios, además de la dramatización solo durante la primera temporada, se puede ver la grabación real, en esos casos, las personas de dichas grabaciones son supervivientes de esos accidentes o murieron y revivieron (ejemplo: un corredor de coche de carreras se quema por 90 segundos, muere 3 veces y le dan un shock que lo revive).
| Temporada | Temporada | Episodios | Episodios | Emisión original       | Emisión original      |
| Temporada | Temporada | Episodios | Episodios | Primera emisión        | Última emisión        |
| --------- | --------- | --------- | --------- | ---------------------- | --------------------- |
|           | 1         | 12        | 12        | 14 de mayo de 2008     | 5 de abril de 2009    |
|           | 2         | 12        | 12        | 6 de diciembre de 2009 | 24 de febrero de 2010 |
|           | 3         | 14        | 14        | 3 de agosto de 2010    | 5 de enero de 2011    |
|           | 4         | 16        | 16        | 8 de febrero de 2011   | 29 de agosto de 2011  |
|           | 5         | 12        | 12        | 24 de octubre de 2011  | 29 de febrero de 2012 |
|           | 6         | 8         | 8         | 12 de marzo de 2012    | 15 de julio de 2012   |

## Banda sonora
La música fue compuesta por Jonathan T. Miller y consiste en canciones estilo heavy metal. Un ejemplo de esto es la canción que suena durante la introducción, la cual es un riff de guitarra tocado de manera repetitiva. A lo largo de los segmentos se van reproduciendo distintos temas según el ambiente del momento, mientras que el tema de los créditos es el mismo que el de la introducción.